# Aposphaerion fasciatum
Aposphaerion fasciatum är en skalbaggsart som först beskrevs av Martins 1971.  Aposphaerion fasciatum ingår i släktet Aposphaerion och familjen långhorningar. Inga underarter finns listade i Catalogue of Life.